# Saison 1 de Silicon Valley
Chronologie
Saison 2
Cet article présente la première saison de la série télévisée Silicon Valley.

## Distribution

### Acteurs principaux
- Thomas Middleditch[1] (VF : Donald Reignoux) : Richard Hendricks[2]
- T. J. Miller[1] (VF : Christophe Lemoine) : Erlich Bachman[3]
- Josh Brener[1] (VF : Hervé Rey) : Nelson « Grosse Tête » Bighetti[3]
- Martin Starr[1] (VF : Adrien Antoine) : Bertram Gilfoyle[3]
- Kumail Nanjiani[1] (VF : Charles Pestel) : Dinesh Chugtai[3]
- Christopher Evan Welch[1] (VF : Marc Perez) : Peter Gregory (épisodes 1 à 5)
- Amanda Crew[1] (VF : Alexandra Garijo) : Monica Hall
- Zach Woods[1] (VF : Fabrice Josso) : Donald « Jared » Dunn[3]
- Matt Ross[1] (VF : Laurent Morteau) : Gavin Belson[2]

### Acteurs récurrents
- Jill Alexander (VF : Sandra Parra) : Patrice, l'assistante de Gavin (épisodes 1, 5 et 7)
- Rogelio Ramos : un assistant de Gavin (épisodes 1, 5 et 7)
- Scott Prendergast : un assistant de Gavin (épisodes 1, 5 et 7)
- Ben Feldman[1] (VF : Alexis Tomassian) : Me Ronald « Ron » LaFlamme, l'avocat de Pied Piper[4] (épisode 4)
- Jimmy O. Yang[1] (VF : Léo-Paul Salmain) : Jian-Yang, un programmeur de l'incubateur (épisodes 3, 4 et 7)
- Aly Mawji (VF : Grégory Quidel) : Aly Dutta, un programmeur de Nucleus (épisodes 1 et 2, 4, 7 et 8)
- Brian Tichnell (VF : Thibault Dudin) : Jason, un programmeur de Nucleus (épisodes 1, 4, 7 et 8)
- Andrew Daly (VF : Jean-François Lescurat) : le docteur de Richard (épisodes 1, 6 et 7)
- Bernard White (VF : Philippe Duchesnay) : Denpok, le conseiller spirituel de Gavin (épisodes 1, 2 et 5)

## Liste des épisodes
1. Produit minimum viable
2. La table de capitalisation
3. Statuts constitutifs
4. Obligations fiduciaires
5. Indicateur de risque
6. Internalisation par un tiers
7. Preuve de concept
8. Efficacité optimale

### Épisode 1:Produit minimum viable
- États-Unis : 6 avril 2014 sur HBO[6]
- Québec : 24 juillet 2014 sur Super Écran[7]

- Jack Foley (le démonstrateur de Bit-Soup)
- Charan Prabhakar (Javeed, l'hôte de la soirée)
- Biff Wiff
- Herschel Boone (lui-même)
- Jared Cohen (en) (lui-même, un invité de la soirée)
- Eric Schmidt (lui-même, un invité de la soirée)[2],[9]
- Jessica Wagner-Cowan
- Robert « Kid Rock » Richie (lui-même, le chanteur de la soirée)

### Épisode 2:La Table de capitalisation
- États-Unis : 13 avril 2014 sur HBO[11]
- Québec : 31 juillet 2014 sur Super Écran

- Lorena Flores (la banquière)
- Brent Alan Henry (un client de la banque)
- Eme Ikwuakor (Doug, le garde du corps de Mochachino)
- Porscha Coleman (en) (Mochachino)
- Bryant Ford-Bernard, Jr. (le fils de Mochachino)

### Épisode 3:Statuts constitutifs
- États-Unis : 20 avril 2014 sur HBO[13]
- Québec : 7 août 2014 sur Super Écran

- Juliocesar Chavez (Rogilio, le garçon ramené par Elrich)
- Dustyn Gulledge (Evan, l'assistant de Peter)
- Karem James (l'employée de la station service)
- Jim Lau (le livreur)
- Anil Margsahayam (un dirigeant de Astraphile)
- Eugene Cordero (le vendeur de BevMo!)
- Adam Lustik (un dirigeant de Astraphile)
- Casey Sander (Arnold Garris, le propriétaire de la société d'irrigation)

### Épisode 4:Obligations fiduciaires
- États-Unis : 27 avril 2014 sur HBO[15]
- Québec : 14 août 2014 sur Super Écran

- Caroline De Souza Correa (Anastasia, une animatrice de la soirée)
- Andrew Shaw (Grant)
- Jeff Sloniker
- Harrison Thomas (Matt, un « placardisé » de Hooli)
- Michael Alba
- Kaley Hatfield (Jenny, l'assistante de Ron)
- Alana Hyland
- Falon Johnson
- Natalie La Rose (une danseuse avec Flo Rida)
- Sienna Lyons
- Gabiel Tigerman (Gary Irving, DRH de Hooli)
- Jonna Walsh (Brooke, une animatrice de la soirée)
- Tramar « Flo Rida » Dillard (lui-même, le présentateur de la soirée)

### Épisode 5:Indicateur de risque
- États-Unis : 4 mai 2014 sur HBO[17]
- Québec : 21 août 2014 sur Super Écran

- David Daskal
- Marc Fajardo (le serveur)
- Teddy Lane Jr. (le policier)
- Anthony Campos (Chuy Ramirez, le graffeur)

### Épisode 6:Internalisation par un tiers
- États-Unis : 11 mai 2014 sur HBO[19]
- Québec : 28 août 2014 sur Super Écran

- R.J. Enriquez
- Matt Shea (le chef sataniste)
- Austin Abrams (Kevin "Le dépeceur")
- Griffin Gluck (le garçon de la ritaline)
- Milana Vayntrub (Tara, la petite amie de Gilfoyle)

### Épisode 7:Preuve de concept
- États-Unis : 18 mai 2014 sur HBO[21]
- Québec : 4 septembre 2014 sur Super Écran

- Bobak Bakhtiari (DG de Immedibug)
- Shainu Bala (DG de Yoga Master)
- Ursula Burton (la femme juge)
- Bobo Chang (DG de Flingual)
- Isaac Cheung (DG de BitFlenser)
- Efrain Gomez (DG de Systobase)
- Brandon Higa (DG de HAPPIN!)
- Jason Kincaid (en) (lui-même)
- Jeremy Rabb (en) (DG de HumanHeater)
- Ben Zelevansky (un membre du staff de Techcrunch)
- Jake Broder (Dan Melcher, un membre du jury)
- Lynn Chen (Grace Melcher)
- Mary Holland (Sherry, l'ex-petite amie de Richard)
- A. J. Michalka (Charlotte, la voisine de stand)

### Épisode 8:Efficacité optimale
- États-Unis : 1er juin 2014 sur HBO[23]
- Québec : 11 septembre 2014 sur Super Écran

- Asif Ali (DG de kwerpy)
- Jessica Chaffin (en)
- David Fabrizio
- David Goldman (Andy Stafford)
- Chase Kim
- Jason Kincaid (en) (lui-même)
- Ben Zelevansky
- Michael Arrington (lui-même)[9]
- Andy Buckley (Carl Fleming)
- Andrew Burlinson (Nathan Gallagher)
- Howard Morgan (lui-même)[9]
- Kara Swisher (elle-même, une journaliste)[9]